# Megaco
定义信号交换机制以允许媒体网关控制器（或）控制网关来支持PSTN与IP网络或IP与IP网络之间的话音和传真电话传输。
该协议在IETF和ITU合作下由IETF定义成RFC 3525，是IETF所给的名称。ITU的名称为H.248。